# 리투아니아 고대양봉박물관

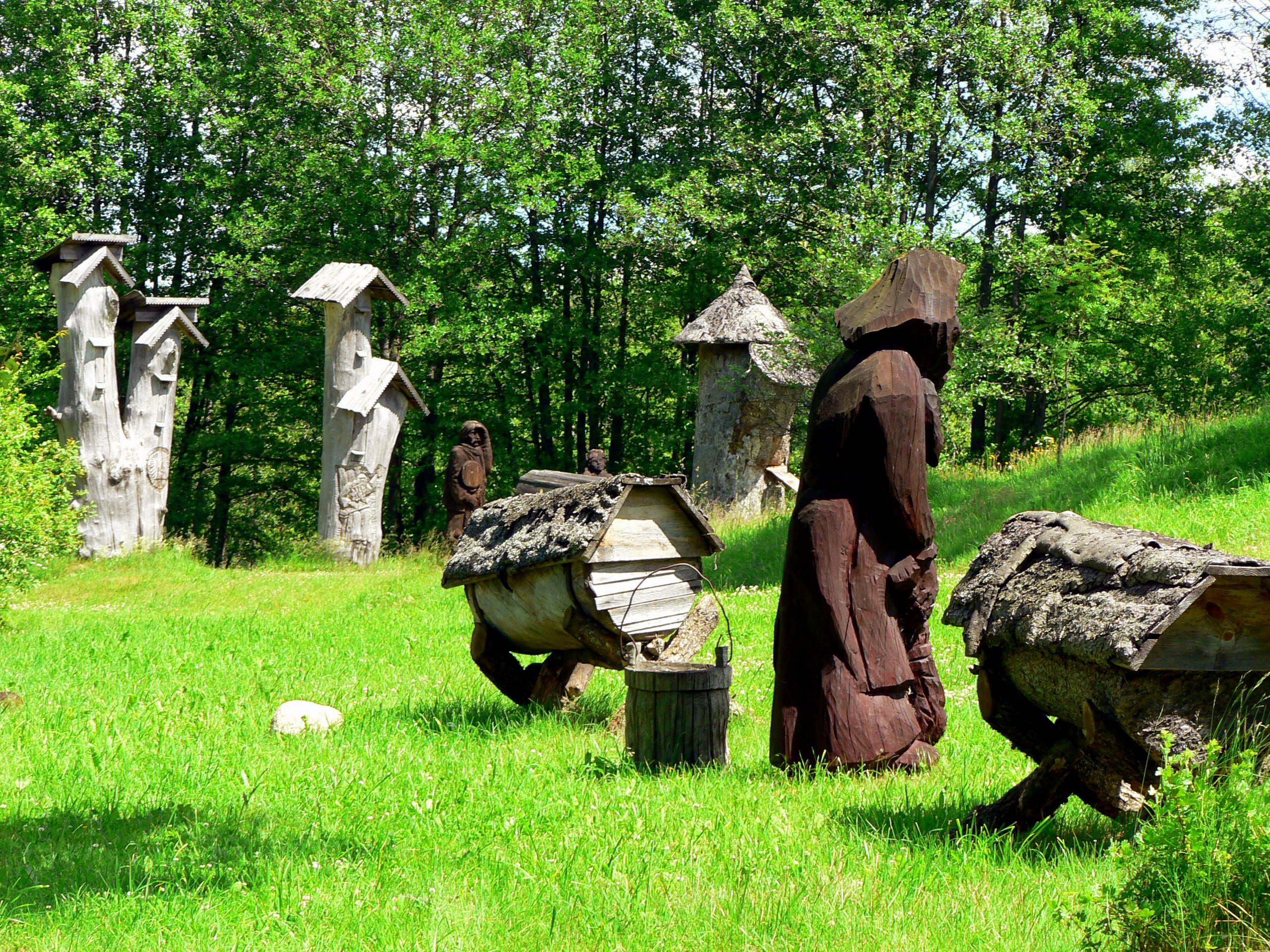
리투아니아 고대양봉박물관의 꿀벌통

리투아니아 고대양봉박물관(리투아니아어: Senovinės bitininkystės muziejus)은 리투아니아 동북부에 있으며 리투아니아 지역의 양봉 역사를 보여주는 박물관이다. 1984년에 개관하였으며, 국립공원 내에 위치하고 있다.